# Lars Wanfors
Lars Erik Wanfors, född 27 juli 1954, är en svensk musiker och manusförfattare. Han är känd under pseudonymen "Sven Rubin", sångare och frontman i bandet Svenne Rubins.
Utöver sin medverkan i Svenne Rubins har Wanfors flera sidoprojekt, däribland att tolka och hylla Bob Dylan under namnet Robert & The Zimmerman.
Han har skrivit manus till filmen En handelsresandes nöd och tv-serien Förmannen som försvann. I dessa produktioner var han också skådespelare.
I övrigt är Wanfors huvudarrangör för Amazonrock i Vansbro.